# Pinacoteca APLUB

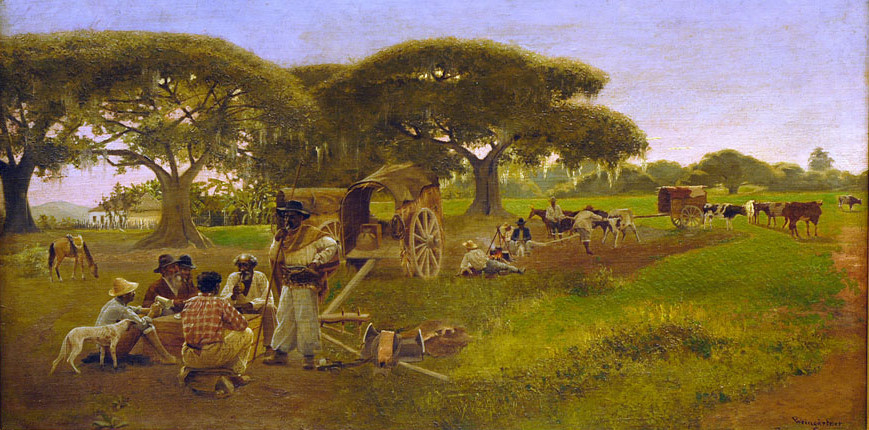
Pedro Weingärtner: Pousada, 1914

A Pinacoteca APLUB de Arte Rio-Grandense foi uma pinacoteca institucional privada brasileira, pertencente à Associação de Profissionais Liberais Universitários do Brasil (APLUB) e sediada em Porto Alegre.

## História
A trajetória da Pinacoteca inicia em 20 de novembro de 1964 com a fundação da APLUB, uma instituição previdenciária, por iniciativa do médico Rolf Zelmanowicz e com o apoio de estudantes da Faculdade de Medicina da UFRGS, sensibilizados com a morte de um colega que deixou sua família desamparada. 33 entidades de classe e diversos outros profissionais liberais se juntaram à iniciativa. A ata de fundação traz a assinatura de 155 sócios-fundadores.
Zelmanowicz também idealizou a formação de uma coleção de arte, como uma forma de criar um diferencial cultural para a APLUB em relação a outras instituições do gênero, para dar apoio aos artistas locais, e para promover o desenvolvimento da educação e da cultura artística no estado. Zelmanowicz declarou que desejava "sensibilizar e educar ao transmitir a ideia de que a arte tradicional tem um valor permanente que varia de acordo com sua região. Além desta intenção houve o propósito de mostrar que o Rio Grande do Sul, que homenageia heróis guerreiros, políticos, desportistas, empresários, escritores e poetas, também deveria prestar homenagem aos artistas plásticos". As aquisições iniciaram em 1969, coordenadas por João Carlos Ferreira e Adelino Cruz, com foco na produção de artistas rio-grandenses desde fins do século XIX.

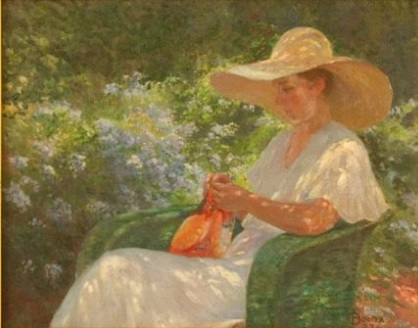
Costurando no jardim, de Oscar Boeira

A Pinacoteca iniciou um funcionamento provisório em 1969 na sede da APLUB na Avenida Júlio de Castilhos nº 10, onde as primeiras aquisições foram reunidas, sendo expostas pelos corredores e salas. Um espaço próprio para a coleção, situado na Rua Sete de Setembro nº 1051, foi inaugurado oficialmente em 11 de setembro de 1975, contando com a presença do governador do estado e várias outras autoridades, e um acervo de cerca de 300 obras. A abertura integrava as comemorações dos 10 anos da APLUB e recebeu ampla cobertura da mídia. O coordenador era o artista Nelson Boeira Faedrich. A abertura foi acompanhada pelo lançamento de um catálogo da coleção, com texto de Erico Verissimo. O texto dizia:
"Esse louvável empreendimento tem a finalidade não apenas de prestigiar e incentivar os artistas gaúchos como também a de evitar que, com o passar do tempo, seus trabalhos imigrem para fora do Rio Grande para sempre. Graças ao critério que orientou a escolha desses trabalhos, pode o observador ter, através dessa já rica galeria de arte, uma espécie de história da pintura e da escultura em nosso Estado. Pretende a APLUB levar periodicamente esses trabalhos às principais capitais do Brasil, onde ficarão em exposição pública".
Desde o início a Pinacoteca recebeu o favor da crítica, da imprensa e do público, e ao longo de quase dez anos serviu de importante subsídio para pesquisadores e desenvolveu uma intensa atividade cultural, organizando mostras de curadoria, recitais de música, visitação guiada para escolas e seminários para debates críticos. O acervo chegou a reunir cerca de 800 obras, entre pinturas, desenhos e esculturas, dos nomes mais importantes da arte do Rio Grande do Sul, tornando-se a maior coleção privada de arte do estado e uma das mais relevantes.
Em 1984 a APLUB foi vendida e em seguida Rolf Zelmanowicz e Adelino Cruz, que haviam sido os principais esteios da Pinacoteca, se afastaram. O acesso do público foi drasticamente reduzido, assim permanecendo até 1989, quando o galerista Cezar Prestes assumiu sua direção. Prestes reorganizou a coleção e organizava exposições de curadoria com acervos externos e artistas vivos. Diversas exposições resultaram em doações para a Pinacoteca. Também participou nesta época da criação do Centro Cultural APLUB, e depois foi seu diretor. Durante sua gestão a Pinacoteca mudou de endereço duas vezes: primeiro voltou para a sede na Avenida Júlio de Castilhos nº 10, e em seguida foi transferida para um anexo na mesma avenida, nº 44, onde foi instalado o Centro Cultural.

### Fechamento

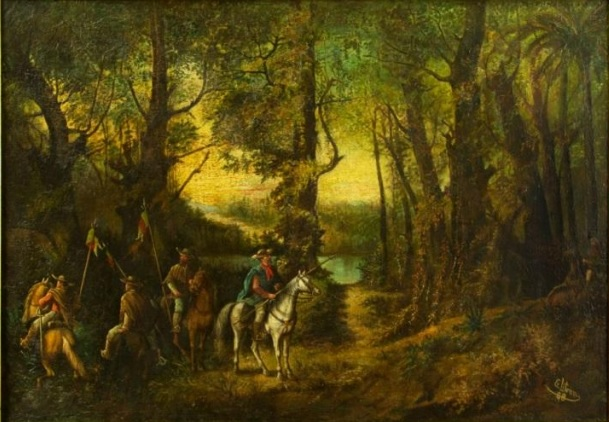
Guerra dos Farrapos (Emboscada), de Guilherme Litran

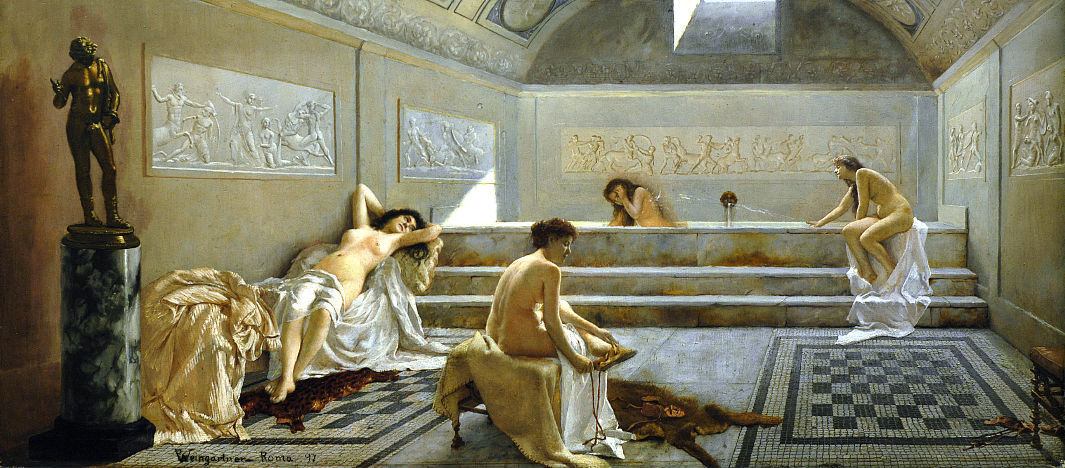
Pedro Weingärtner: Pompeianas no frigidarium, 1897

A mudança não foi benéfica para a Pinacoteca. O prédio do Centro Cultural se situa em uma zona urbana degradada e em uma via movimentada, e não tinha estacionamento para visitantes. A visitação caiu para cerca de 300 pessoas por mês, e os altos gastos de manutenção, com tão pouco retorno, passavam a ser um problema. O Centro Cultural APLUB foi extinto em 2002, quando a Pinacoteca fechou ao público. Segundo Prestes, essa decisão foi um efeito direto da morte do médico Amaury Soares Silveira, que vinha sendo um "grande incentivador em divulgar e promover a coleção para o público gaúcho". Algumas obras ocasionalmente eram exibidas em outros locais, como o Museu de Arte do Rio Grande do Sul.
Em 2004 foi decidido que a coleção seria posta à venda, mas afinal, para evitar sua dispersão, foi encampada pela Fundação APLUB de Crédito Educativo (Fundacred), recém-criada. No ano seguinte iniciaram tratativas entre a Fundacred, a Secretaria de Estado da Cultura e a Prefeitura de Gramado para levar a coleção para Gramado, integrando a criação de uma Vila da Cultura, mas o projeto não se realizou. Em 2009 grande parte da coleção foi mostrada no MARGS, e iniciou uma campanha para sua aquisição pelo Governo do Estado, que também fracassou, assim como fracassou outro projeto iniciado com a Prefeitura de Porto Alegre a partir de 2013 para sua instalação permanente na Usina do Gasômetro. Um inventário realizado em 2014 acusou a existência de 713 peças.
Em 2016 a posse da coleção foi transferida definitivamente para a Fundacred, sendo rebatizada como Coleção Fundacred. No ano seguinte uma nova reserva técnica foi criada no prédio do antigo Centro Cultural APLUB e um significativo número de obras foi emprestado para a mostra 4 Mulheres, 1 Centenário.
Desde então as obras permanecem estocadas na reserva e o acesso só é possível de maneira limitada e mediante agendamento. Segundo o pesquisador Paulo Gomes, há uma determinação de não emprestar mais obras para exposições. Na visão de Gomes, isso significa uma grande perda para a cultura gaúcha:
"Uma triste situação para uma coleção de valor artístico e importância inestimáveis para a história da cultura do Rio Grande do Sul. Uma coleção regional, certamente, mas a melhor, a mais expressiva e a mais numerosa de seu segmento. Uma situação que, infelizmente, tornou-se a regra no Rio Grande do Sul, ou seja, o encerramento, sem prazo de retorno, de instituições artísticas de fundamental importância".
Para Francine Kloeckner,  
"É inegável a importância da Pinacoteca Aplub de Arte Rio-Grandense para a história da arte do Rio Grande do Sul. Uns poderão dizer que ela foi reacionária, excludente ou bairrista. Críticas sempre haverá. Outros poderão dizer que ela era arrojada para a época e que contribuiu muito para um embasamento de um perfil importante da arte sul-rio-grandense. De qualquer maneira, a Pinacoteca possui um valor notório e evidente para o estudo de instituições de arte e coleções privadas no Rio Grande do Sul".

## Acervo
Possui um grande conjunto de obras de Antonio Caringi e Pedro Weingärtner, de quem possui 50 obras, mais que o dobro do MARGS. Também possui obras em gravura, desenho, escultura ou pintura de Ernesto Frederico Scheffel, Aldo Locatelli, Francisco Stockinger, Vasco Prado, José Lutzenberger, Alice Soares, João Fahrion, Ado Malagoli, Leopoldo Gotuzzo, Fernando Corona, Iberê Camargo, Henrique Fuhro, Carlos Alberto Petrucci, Glauco Rodrigues, Glênio Bianchetti, Paulo Porcella, Carlos Scliar, Libindo Ferrás, Oscar Boeira, Nelson Boeira Faedrich, Regina Silveira, Alice Brueggemann, Zorávia Bettiol e Angelo Guido, entre outros.